# Бахадур Низам-шах
Бахадур Низам-шах (1593 — ?) — султан Ахмаднагара из династии Низам-шахов (1596—1600).

## Биография
Родился в 1593 году. Единственный сын Ибрагима Низам-шаха, султана Ахмаднагара (1595—1596). После смерти его отца в битве в августе 1596 года ахмаднагарская знать стала поддерживать различных противоборствующих претендентов на султанский престол, самым видным из них был Ахмад Низам-шах II (двоюродный брат Бахадура). Бахадур, которого поддерживала его тетка Чанд Биби, был захвачен в плен и заключен в тюрьму главным приверженцем Ахмада, первым министром Мияном Манджу. Вскоре Миян Манджу вынужден был бежать из Ахмаднагара. Могольский император Акбар Великий организовал военный поход против Ахмаданагарского султаната, чтобы воспользоваться междоусобицей внутри султаната. Чанд Биби заняла столицу и освободила из заключения Бахадура, который был провозглашен новым султаном под именем Бахадур Низам-шах.
Могольская армия под командованием шехзаде Мурада, сына Акбара Великого, осадила столицу султаната. Чанд Биби получила поддержку ахмаднагарской знати, включая влиятельного командующего Биджапури Ихлас-хана. После неудачного штурма Ахмаднагара, отбитого Чанд Биби, Мурад мирза решил начать мирные переговоры в марте 1596 года. Ахмаднагарский султанат вынужден был признать вассальную зависимость от Империи Великих Моголов и уступить провинцию Берар. Взамен шехзаде Мурад мирза согласился отвести свои войска и признал Бахадур Низам-шаха султаном Ахмаднагара. Чанди Биби был назначена ахмаднагарской знатью регентшей султаната при малолетнем Бахадуре и управляла государством от его имени.
Однако, несмотря на мирное соглашение, стычки и периодические бои между Ахмаданагаром и Империей Великих Моголов продолжались. В 1599 году могольский император Акбар организовал вторую кампанию против Ахмаднагара. Могольская армия под предводительством шехзаде Даниала мирзы, младшего сына Акбара, выступила в поход на Ахмаднагарский султанат. Могольские войска окружили и осадили Ахмаднагар. После нескольких месяцев осады Чанд Биби решила капитулировать, при условии сохранения жизни гарнизону. Чанд Биби и султану Бахадур Низам-шаху должно было быть разрешено безопасно выехать из Ахмаднагара в Джуннар. Не согласившись с ней, один из её советников, Хамид-хан, объявил горожанам, что регентша заключила союз с моголами. Разъяренная толпа ворвалась в апартаменты Чанд Биби и убила её. 18 августа 1600 года мины, заложенные моголами, были взорваны, что привело к разрушению большей части городских стен. Могольские войска бросились на штурм и захватили Ахмаднагар, разграбив форт с его ценностями.
Султан Бахадур Низам-шах был взят в плен и по приказу Акбара отправлен вместе с другими детьми султанской семьи в Бурханпур. Оттуда его перевели в форт Гвалиор, чтобы посадить в тюрьму. Он еще находился в тюремном заключении в крепости в 1633 году, когда е нему присоединился его дальний родственник, Хусейн Низам-шах III. Дальнейшая судьба Бахадура неизвестна.